# Hasselblad
Hasselblad è un costruttore di macchine fotografiche di alta qualità con sede a Göteborg (Svezia).

## Storia
La società F. W. Hasselblad & Co. venne fondata nel 1841 a Göteborg da Fritz Wiktor Hasselblad, come società di commercio. La vicinanza al continente europeo e gli storici legami commerciali con Gran Bretagna, Olanda, Danimarca, Germania e una miriade di altri paesi, era ideale per una società di import-export internazionale. Il figlio del fondatore, Arvid Viktor Hasselblad, era interessato alla nuova tecnologia fotografica, così creò una divisione aziendale della fotografia, commentando: "Non credo proprio che guadagneremo molto con questo, ma almeno ci consentirà di scattare foto gratuitamente".
Nel 1877, Arvid Hasselblad commissionò il quartier generale Hasselblad, in uso fino al 2002.
Nel 1890, Hasselblad cominciò a distribuire i prodotti fotografici della Eastman Kodak e della italiana Murer & Duroni. La divisione fotografica della società crebbe così rapidamente che nel 1908 la famiglia fondò un'azienda separata per gestire l'aumento degli affari: la Fotografiska AB di Hasselblad, che era l'esclusivo distributore svedese dei prodotti Eastman Kodak. 
Karl Erik Hasselblad, nipote del fondatore dell'azienda, si rese conto di quanto la famiglia avesse tratto beneficio dalla fotografia e agì di conseguenza. Il figlio di Karl Erik, Victor Hasselblad nato nel 1906, fu cresciuto per essere l'erede naturale dell'azienda di famiglia.
  

La società Victor Hasselblad AB è stata fondata nel 1941 per soddisfare le esigenze dell'esercito, e nel 1948 è stata creata la prima macchina fotografica Hasselblad per uso civile, la 1600F. 

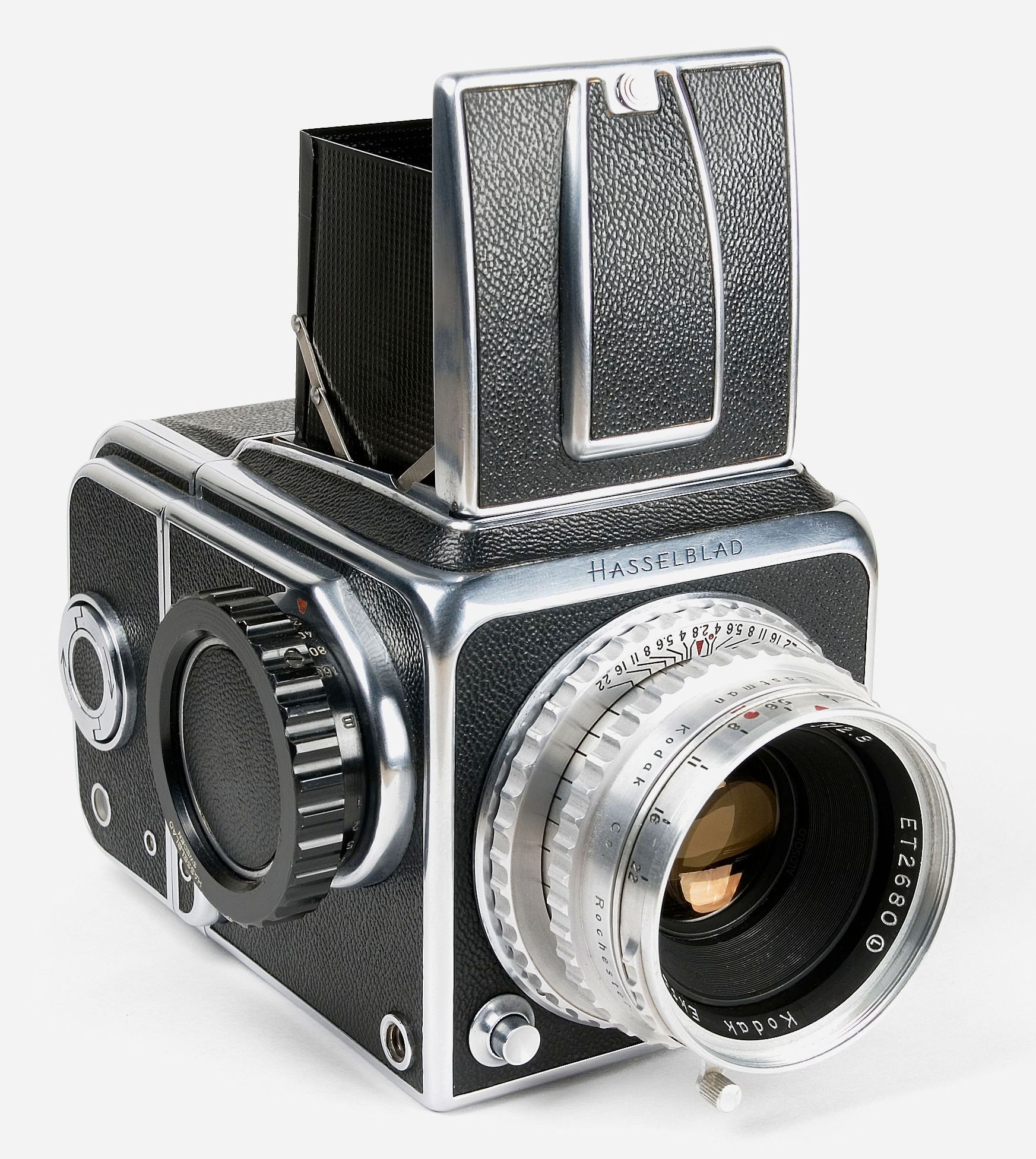
Hasselblad 1600F (1948)

Il ramo fotografico fu sviluppato da Victor Hasselblad durante la seconda guerra mondiale, quando fu incaricato dall'aeronautica reale svedese di sviluppare una macchina fotografica per delle riprese aeree. Dopo la guerra, la produzione di macchine fotografiche ad uso militare è stato commutato nella produzione di apparecchi civili, tipicamente, fotocamere di medio formato. Introdotta nel 1948, la Hasselblad 1600F era una medio formato SLR che si è trasformata in quel sistema fotografico che è fu ed è considerato anche oggi fra i migliori al mondo e, per questo, scelta da molti fotografi professionisti per almeno 50 anni. Un modello simile (clone) era quello prodotto alla Kiev 88 in URSS.
Forse l'uso più famoso della macchina fotografica Hasselblad è stato durante le missioni spaziali: dalla prima Hasselblad utilizzata nella missione del 3 ottobre 1962 le fotocamere Hasselblad sono state parte integrante del programma spaziale della NASA. Particolarmente noto è l'utilizzo delle fotocamere Hasselblad nelle missioni del programma Apollo, poiché hanno prodotto le fotografie di quando l'uomo ha posato per la prima volta il piede sulla Luna. 
Le fotocamere utilizzate nelle missioni spaziali della NASA sono state le seguenti:
- Hasselblad 500 C con obiettivo Zeiss Planar 80 mm: è stata la prima fotocamera Hasselblad utilizzata dalla NASA. Fu acquistata dall'astronauta Walter M. Schirra in un negozio di Houston. Le modifiche apportate dalla NASA consistevano in: rimozione della similpelle esterna, dello specchio, dello schermo di messa a fuoco e del relativo pozzetto, oltre ad altri particolari minori. Tali modifiche furono effettuate al fine di alleggerirla il più possibile.
- Hasselblad SWC con obiettivo Zeiss Biogon 38 mm: debutta nello spazio il 3 giugno 1966, con la missione Gemini 9. La fotocamera era in gran parte standard; soltanto le finiture in similpelle erano state rimosse e il mirino era stato appositamente progettato. La fotocamera fu usata in quattro missioni nel 1966.
- Hasselblad EC (Electric Camera) 500 EL: questa fotocamera fu portata nello spazio nella missione che passò vicino alla Luna dal 21 al 27 dicembre 1968 (Apollo 8). Durante questa missione, furono effettuate 10 rivoluzioni intorno alla luna, con l'intento di individuare possibili siti per i futuri allunaggi. La fotocamera era equipaggiata con un caricatore per pellicole da 70 mm.
- Hasselblad HDC (Hassleblad Data Camera): anche questa era una versione derivata da un modello standard (in questo caso la 500 EL), appositamente adattata per l'utilizzo sulla superficie lunare. Con questa fotocamera fu scattata la fotografia sulla Luna, da Neil Armstrong, il 20 luglio 1969. La fotocamera era equipaggiata con un obiettivo Zeiss Biogon 60 mm appositamente progettato e un filtro polarizzatore permanentemente montato sull'obiettivo stesso. La fotocamera era inoltre provvista di un vetro (posto a contatto con la pellicola) su cui erano incise delle croci di riferimento che quindi venivano impresse su ogni fotogramma; queste croci sono visibili su tutte le fotografie scattate sulla luna dal 1969 al 1972. Le 12 fotocamere complessivamente portate sulla luna furono tutte lasciate lì, soltanto i caricatori (la parte posteriore che contiene la pellicola, che nelle Hasselblad è rimovibile) furono riportati indietro. Tale soluzione fu adottata per risparmiare peso al ritorno e quindi consentire di portare indietro un maggior numero di campioni di rocce lunari.
- Hasselblad 500 EL/M: è stata la prima fotocamera spaziale reflex (poiché a differenza dei modelli utilizzati in precedenza, in questa non era stato rimosso lo specchio, che appunto caratterizza le fotocamere reflex), ed era equipaggiata con il mirino a pentaprisma HC3-70. È stata utilizzata per la prima volta nella missione Apollo-Soyuz (americani e russi) nel luglio 1975.
- Hasselblad ELS (Space): la ELS è un modello derivato anch'esso dai modelli di serie, in questo caso dalla 553 ELX a cui è stato rimosso il sistema di misurazione della luce flash TTL e le finiture in similpelle (rimpiazzate da sottili pellicole metalliche). Questa fotocamera è stata utilizzata nei primi anni novanta nelle missioni dello Shuttle. Il magazzino porta-pellicola utilizzava pellicola a doppia perforazione (simile a quella dei rullini 35 mm) ma di altezza 70 mm (anziché 60 mm come le altre Hasselblad) ed era equipaggiato con un sistema (Electronic Data Imprinting) che consentiva di imprimere sulla pellicola, per ciascun fotogramma, il numero e la data.
- Hasselblad 203 S: questo modello è del tipo con otturatore sul piano focale (a differenza degli altri che utilizzano un otturatore di tipo centrale, cioè collocato nell'obiettivo) derivato dal modello di serie 203 FE. È equipaggiato con una versione modificata del winder CW (motore di caricamento e avanzamento della pellicola); inoltre alla fotocamera era stato rimosso il dispositivo per la lettura della luce flash TTL. Il magazzino porta-pellicola utilizzava pellicola a doppia perforazione (simile a quella dei rullini 35 mm) ma di altezza 70 mm (anziché 60 mm come le altre Hasselblad) ed era equipaggiato con un sistema (Electronic Data Imprinting) che consentiva di imprimere sulla pellicola, per ciascun fotogramma, il numero e la data; poiché il computer di bordo registra in ogni istante la posizione dello Shuttle, è poi facile, incrociando tali informazioni, identificare il punto esatto fotografato.

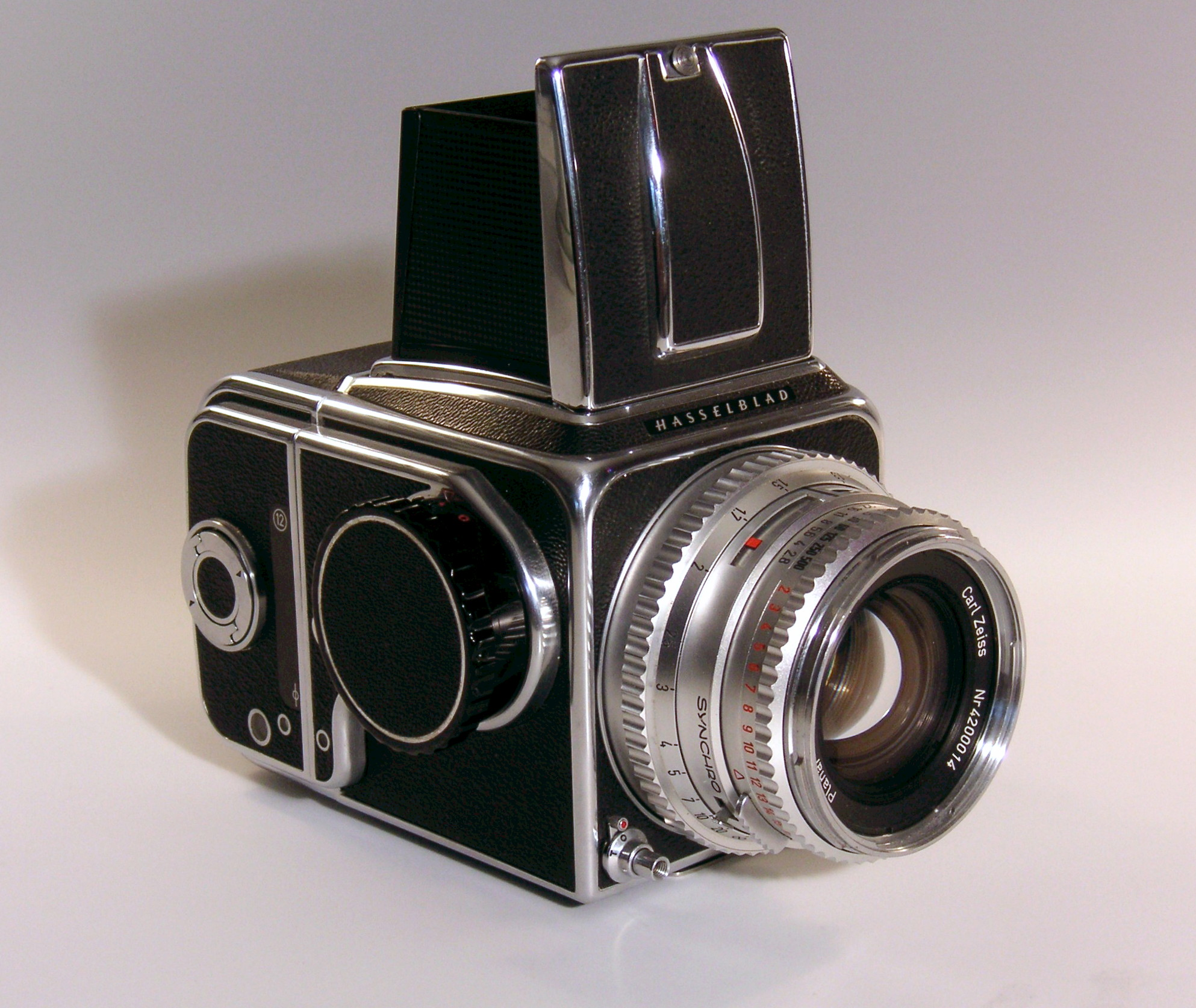
Hasselblad 500C (1957)

Le macchine fotografiche Hasselblad sono tuttora ampiamente usate da fotografi professionisti, artisti dell'immagine e collezionisti di questo esclusivo prodotto. Fra i motivi che hanno dato origine al mito troviamo la qualità eccellente dell'immagine impressa su pellicola di formato 6x6cm, la possibilità di utilizzarla con i dorsi digitali (che consentono di passare in pochi secondi dall'utilizzo con pellicola all'utilizzo come macchine digitali), la robustezza e la precisione dei suoi prodotti, l'eccellenza degli obiettivi dedicati prodotti dalla Carl Zeiss.
È possibile ricostruire l'anno di produzione dei corpi e dei magazzini Hasselblad tramite un codice di due lettere impresso prima del numero di serie tramite una traslitterazione della parola V H P I C T U R E S (Victor Hasselblad fotografie), con i numeri 1 2 3 4 5 6 7 8 9 0, per cui un dorso che abbia inciso le lettere TR è stato prodotto nel '68

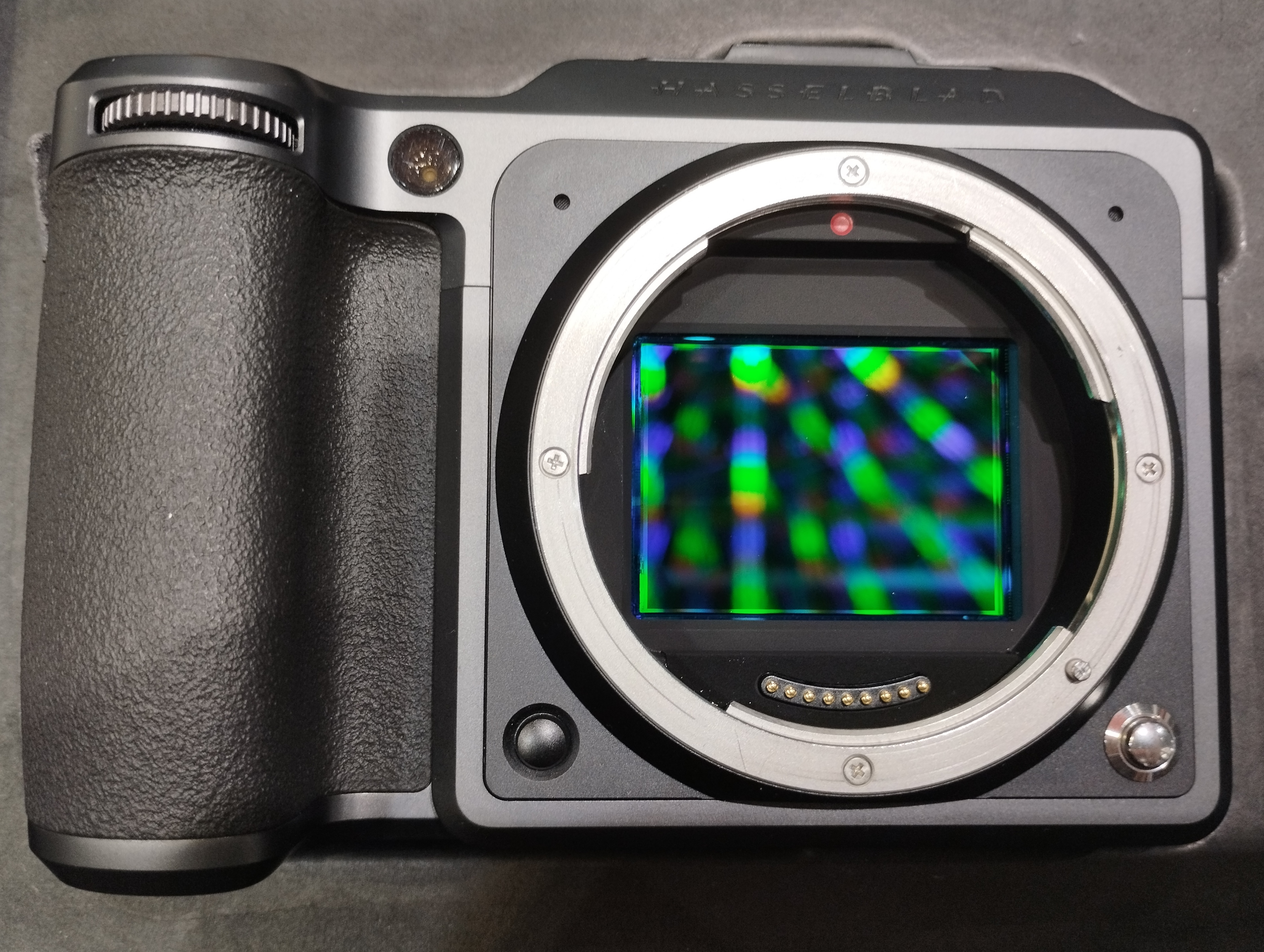
Hasselblad X1D XCD (2016)

Nell'agosto 2004 il pacchetto azionario di Hasselblad è stato acquisito da Shriro Group (per mezzo della sussidiaria Shriro Sweden), già importatore Hasselblad per il Giappone; Shriro Group ha anche acquisito l'azienda danese Imacon, produttore di apparecchiature fotografiche digitali. Dalla fusione di Hasselblad e Imacon è nata la nuova società Hasselblad che quindi ora produce, oltre alle macchine fotografiche, anche i dorsi digitali per i sistemi Hasselblad (ma utilizzabili per mezzo di adattatori anche su altre fotocamere medio formato nonché su macchine fotografiche di grande formato), fotocamere digitali e scanner Hasselblad.
Il 30 giugno 2011 la società tedesca Ventizz Capital Fund ha acquisito la totalità delle azioni Hasselblad da Shriro Group, che ha comunque mantenuto l'esclusiva nella distribuzione dei prodotti nel mercato asiatico e dell'area del Pacifico.
Nel 2022 Oppo ha annunciato di aver stretto una partnership triennale con Hasselblad per dare vita a una migliorata esperienza di fotografia mobile.